# Kendrick Nunn
Kendrick Melvin Nunn (ur. 3 sierpnia 1995 w Chicago) – amerykański koszykarz, występujący na pozycji rzucającego obrońcy.
W 2018 reprezentował Golden State Warriors, podczas letniej ligi NBA w Las Vegas i Sacramento. Rok później wystąpił w barwach Miami Heat.
W sezonie 2019/2020 zajął drugie miejsce w głosowaniu na debiutanta roku NBA.
6 sierpnia 2021 dołączył do Los Angeles Lakers. 23 stycznia 2023 został wytransferowany do Washington Wizards.

## Osiągnięcia
Stan na 4 października 2023, na podstawie, o ile nie zaznaczono inaczej.
NCAA
- Uczestnik rozgrywek:
  - Sweet 16 turnieju NIT (2014)
  - turnieju Portsmouth Invitational (2018)
- Zawodnik roku Ligi Horizon (2018)[10]
- Zaliczony do:
  - I składu:
    - All-Horizon League (2018)
    - najlepszych pierwszorocznych zawodników Big Ten (2014)
    - turnieju:
      - Emerald Coast Classic (2016)
      - Portsmouth Invitational (2018)

  - składu:
    - Lou Henson All-American (2018)
    - honorable mention All-American (2018 przez Associated Press)
- Lider:
  - NCAA w liczbie celnych rzutów za 3 punkty na mecz (4,47 – 2018)
  - Ligi Horizon w:
    - liczbie:
      - 777 i średniej (25,9) punktów (2018)
      - celnych i oddanych rzutów:
        - z gry (2018)
        - za 3 punkty (2018)

    - skuteczności rzutów za 3 punkty (39,4% – 2018)
- Zawodnik tygodnia:
  - NCAA (Lute Olson Award National Player of the Week – 13.11.2017, 22.01.2019)
  - Horizon League (13.11.2017, 19.12.2017, 22.01.2018)

NBA
- Wicemistrz NBA (2020)
- Zaliczony do I składu:
  - debiutantów NBA (2020)[11]
  - letniej ligi NBA (2019)
- Uczestnik Rising Stars Challenge (2020)[12]

Indywidualne
- Zaliczony do składu Midseason All-NBA G League Western Conference (2019)

Reprezentacja
- Mistrz:
  - świata U–17 (2012)
  - Ameryki U–16 (2011)